# Paisatge muntanyenc
Paisatge muntanyenc és una pintura a l'oli realitzada per Pablo Picasso el 1896 a la finca Llanes, a Màlaga, i que actualment forma part de la col·lecció permanent del Museu Picasso de Barcelona. L'obra va ingressar al museu el 1970 amb el codi de registre MPB110.008, gràcies a una donació de l'artista. Actualment es troba exposat de forma permanent a la Sala 2 del museu.

## Descripció

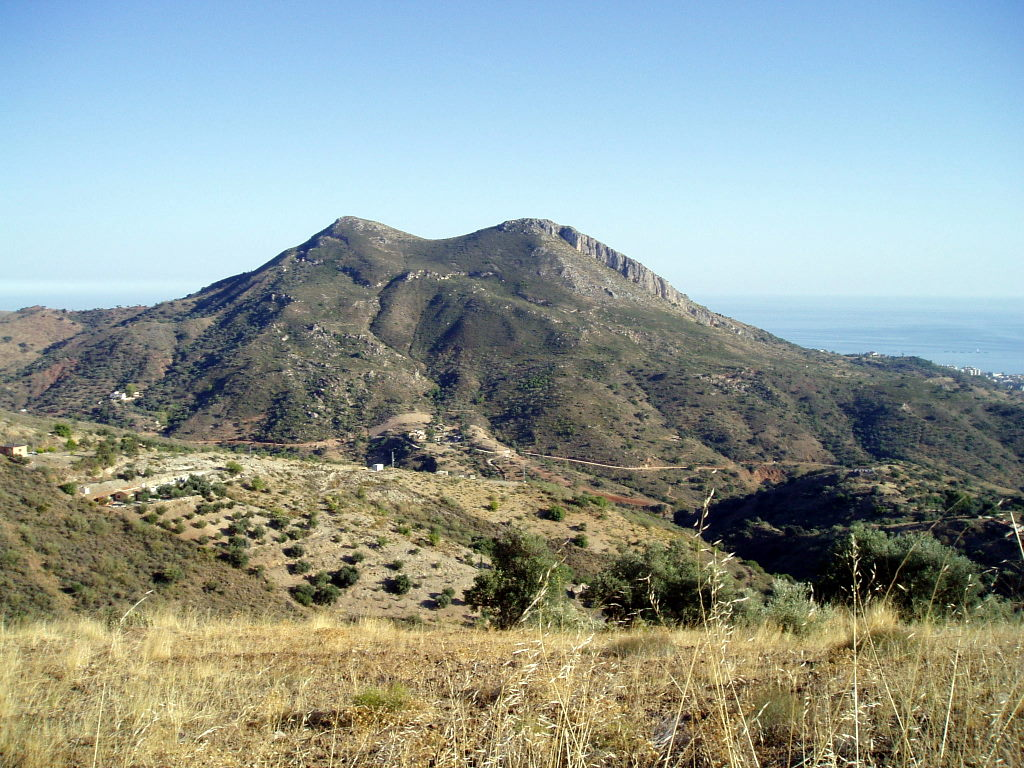
Vista general d'una zona muntanyenca a la província de Màlaga.

Els estius de 1896 i de 1897, el paisatge adquireix una gran importància dins l'obra de Picasso. L'estada de la família a la finca que els padrins de Pablo, els Blasco Alarcón, posseeixen a Llanes (Màlaga) li ofereix l'oportunitat de portar a terme un estudi exhaustiu de les muntanyes de Màlaga i els seus voltants.
Paisatge muntanyenc és el més important d'aquesta etapa. El precedeixen uns estudis preparatoris, un oli i dues tauletes. El museu conserva l'estudi preparatori i diverses obres de paisatges malaguenys d'aquest moment. Al seu llibre Picasso insólito Manuel Blasco Alarcón identifica aquest indret com a contraforts de la Cueva de la Negra, al paratge de Llanes.
La pinzellada pastosa i espessa que hi aplica, juntament amb l'absència de línia, substituïda per la combinació de pinzellades de colors vius i amb una lluminositat intensa, marca el seu primer distanciament de les ensenyances acadèmiques. La pinzellada inclinada i l'encertat ús de tons ocres esdevenen uns excel·lents vehicles de captació de l'aridesa del tros de camp representat.